# Berkey (Schalksmühle)
Berkey ist ein Ortsteil in der Gemeinde Schalksmühle im Märkischen Kreis im Regierungsbezirk Arnsberg in Nordrhein-Westfalen (Deutschland).

## Lage und Beschreibung
Der Wohnplatz befindet sich an der Quelle des Bachs Mannigfalt, einem Zufluss der Hilmecke. Der Ort ist über eine Zufahrt aus Ramsloh erreichbar, die auch Haue, Mummeshohl und Siepen anbindet, das in unmittelbarer Nachbarschaft zu Berkey liegt.
Weitere Nachbarorte auf dem Schalksmühler Gemeindegebiet sind  Everinghausen, Everinghauserheide, Mesewinkel, Hülscheid, Altenhülscheid, Dornbusch, Schmermbecke, Brinkerhof, Felde, Westhöhe, Spormecke, Davidshöhe, Wilfesche, Harrenscheid und die Wüstung Hilmecke.

## Geschichte
Berkey gehörte bis zum 19. Jahrhundert der Midder Bauerschaft des Kirchspiels Hülscheid an. Ab 1816 war der Ort Teil der Gemeinde Hülscheid in der Bürgermeisterei Halver im Kreis Altena, 1818 lebten fünf Einwohner im Ort. Der laut der Ortschafts- und Entfernungs-Tabelle des Regierungs-Bezirks Arnsberg unter dem Namen Berkey als Hof kategorisierte Ort besaß 1839 zwei Wohnhäuser. Zu dieser Zeit lebten fünf Einwohner im Ort, allesamt evangelischen Bekenntnisses.
1844 wurde die Gemeinde Hülscheid mit Berkey von dem Amt Halver abgespaltet und dem neu gegründeten Amt Lüdenscheid zugewiesen.
Der Ort ist auf der Preußischen Uraufnahme von 1840 unbeschriftet verzeichnet, dort wird fälschlicherweise der Nachbarort Felde als Berke beschriftet. Ab der Preußischen Neuaufnahme von 1892 ist der Ort auf Messtischblättern der TK25 als Berkei verzeichnet, ab der Ausgabe 1955 als Berkey.
Die Gemeinde- und Gutbezirksstatistik der Provinz Westfalen führt 1871 den Ort als Hof unter dem Namen Berkey mit einem Wohnhaus und sieben Einwohnern auf.  Das Gemeindelexikon für die Provinz Westfalen gibt 1885 für Berkey eine Zahl von 16 Einwohnern an, die in zwei Wohnhäusern lebten. 1895 besitzt der Ort unter dem Namen Berkei zwei Wohnhäuser mit neun Einwohnern, 1905 werden zwei Wohnhäuser und 16 Einwohner angegeben.
1969 wurden die Gemeinden Hülscheid und Schalksmühle zur amtsfreien Großgemeinde (Einheitsgemeinde) Schalksmühle im Kreis Altena zusammengeschlossen und Berkey gehört seitdem politisch zu Schalksmühle, das 1975 auf Grund des Sauerland/Paderborn-Gesetzes Teil des neu geschaffenen Märkischen Kreises wurde.